# لوكهيد سي إل-475
سي إل-475 (CL-475) طائرة مروحية بمقعد واحد  طورتها  شركة لوكهيد لاستكشاف امكانيات تكنولوجيا المحركات الدوارة الجامدة.  تستخدم محرك  أساسي بثلاث مراوح  دوارة ومحرك خلفي مثبت على الذيل دوار. بني نموذج واحد منها فقط.

## المواصفات
مصدر البيانات: 
الخصائص العامة
- طاقم العمل: 2
- قطر الدوار الرئيسي:    32 قدم 0 إنش (9.75 م)
- الأرتفاع: 9 قدم 3 إنش (2.82 م)
- الوزن الفارغ: 1625 رطل (737 كجم)
- الوزن الإجمالي: 2000 رطل (907 كجم)
- المحرك: 1 × Lycoming VO-360-A1A four-cylinder air-cooled piston engine, 140 حصان (104 كيلو وات) لكل

الأداء
- السرعة القصوى: 90 ميل/ساعة (145 كم/س)
- المدى: 75 ميل (120 كم)
- الحد الأقصى للخدمة: 2,000 قدم (610 م)